# Ten Summoner’s Tales
A Ten Summoner's Tales Sting negyedik stúdióalbuma.

## Számok
1. If I Ever Lose My Faith in You (Sting) – 4:30
2. Love Is Stronger Than Justice (The Munificent Seven) (Sting) – 5:11
3. Fields of Gold (Sting) – 3:42
4. Heavy Cloud No Rain (Sting) – 3:39
5. She's Too Good for Me (Sting) – 2:30
6. Seven Days (Sting) – 4:40
7. Saint Augustine in Hell (Sting) – 5:05
8. It's Probably Me (Sting, Eric Clapton, Michael Kamen) – 4:57
9. Everybody Laughed But You (Sting) (Excluded from original Canada/US releases)
10. Shape of My Heart (Sting, Dominic Miller) – 4:38
11. Something the Boy Said (Sting) – 5:13
12. Epilogue (Nothing 'Bout Me) (Sting) – 3:39

## Közreműködők
- Sting – basszusgitár, vokál, harmonika, szaxofon
- Dominic Miller – gitár
- Vinnie Colaiuta – dob
- David Sancious – billentyűs hengszerek
- Larry Adler – Chromatic Harmonica
- Brendan Power – Chromatic Harmonica
- John Barclay – trombita
- Guy Barker – trombita
- Sian Bell – cselló
- James Boyd -
- Richard Edwards – harsona
- Simon Fischer – hegedű
- David Foxxe – Narration
- Paul Franklin – pedal steel gitár
- Kathryn Greeley -  hegedű
- Dave Heath – ajaksípos hangszerek
- Kathryn Tickell – Northumbrian smallpipe, hegedű
- Mark Nightingale – harsona